# Kårallen

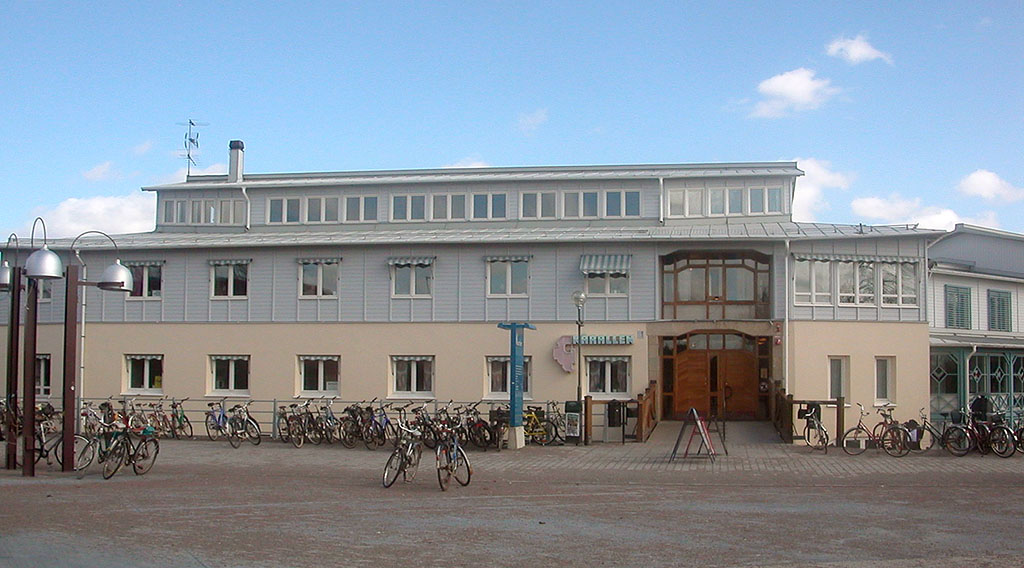
Kårallen

Kårallen är kårhuset på Campus Valla vid Linköpings universitet. Huset är ritat av linköpingsarkitekten Bo Sundberg och stod stod klart 1987. Kung Carl XVI invigde byggnaden senare samma år. Arkitektoniskt påminner huset om en båt.

## Verksamhet
Kårallen drivs av en driftchef (DC) tillsammans med dagsansvariga (DA), anställda av Kårservice. Kårservice ägs av de tre kårerna vid Linköpings universitet Consensus, LinTek och StuFF. Varje år tillsätts en ny DC samt 10 nya DA från olika program på universitetet. De arbetar för att främja studentlivet genom att ansvara för aktiviteter i Kårallen.
Under dagtid används lokalerna till administrativa uppgifter, och rymmer även bland annat kafé, kiosk, bokhandel och restaurang. Dessutom rymmer lokalerna ett flertal föreningsrum, där sektioner och studentföreningar bedriver verksamhet. Under kvällar och nätter används huset som festlokal för bland annat kravaller.